# Приходько, Иван Прокофьевич
Иван Прокофьевич Приходько (1910—1984) — советский военнослужащий. Участник Великой Отечественной войны. Герой Советского Союза (1945). Старшина.

## Биография
Родился 13 ноября 1910 года в городе Орехов Бердянского уезда Таврической губернии Российской империи (ныне город, административный центр Ореховского района Запорожской области Украины) в семье рабочего. Украинец. Образование среднее. С 1929 года работал в Днепрострое на строительстве Днепровской ГЭС. В 1932—1935 годах проходил военную службу в рядах Рабоче-крестьянской Красной Армии. После демобилизации жил в Запорожье. До войны работал аппаратчиком на Днепровском алюминиевом заводе.
Вновь в Красную Армию И. П. Приходько был призван Запорожским городским военкоматом в августе 1941 года и направлен в 255-ю стрелковую дивизию, комплектование которой шло в Днепропетровске. В боях с немецко-фашистскими захватчиками Иван Прокофьевич с 19 августа 1941 года на Южном фронте. Участвовал в обороне Днепропетровска. 3 сентября 1941 года был тяжело ранен и эвакуирован в госпиталь на Северный Кавказ. После выздоровления Иван Прокофьевич был направлен для прохождения дальнейшей службы в 157-ю отельную стрелковую бригаду. С лета 1942 года сражался в Битве за Кавказ. До начала 1943 года 157-я стрелковая бригада 9-го стрелкового корпуса вела оборонительные бои на грозненском направлении в составе 44-й армии Северной группы войск Закавказского фронта. В начале января 1943 года бригада перешла в наступление на ставропольском направлении в ходе Северо-Кавказской наступательной операции в составе 9-й армии. В феврале — марте 1943 года в составе своего подразделения И. П. Приходько участвовал в освобождении Кубани в ходе Краснодарской наступательной операции.
До лета 1943 года 197-я стрелковая бригада вела позиционные бои на линии немецкой обороны «Готенкопф». В июне — июле 1943 года на базе 34-й и 157-й стрелковых бригад 9-го стрелкового корпуса была сформирована 301-я стрелковая дивизия. Старшина И. П. Приходько был назначен на должность командира артиллерийского орудия её 1052-го стрелкового полка. В августе 1943 года дивизия была переброшена на Южный фронт и 1 сентября 1943 года в составе 5-й ударной армии введена в бой в ходе Донбасской операции. И. П. Приходько в составе своего подразделения прорывал немецкую линию обороны «Миус-фронт», освобождал города Макеевку и Сталино.
Сражаясь в составе 5-й ударной и 57-й армий на 4-м и 3-м Украинских фронтах, старшина И. П. Приходько прошёл с боями через всю Украину. Участвовал в Битве за Днепр (Мелитопольская операция), ликвидации никопольского плацдарма противника, освобождении Правобережной Украины и Приднестровья (Березнеговато-Снигирёвская и Одесская операции), форсировании рек Ингулец, Ингул, Южный Буг и Днестр, боях за плацдарм на правом берегу Днестра севернее Бендер. В боях за расширение плацдарма командир 76-миллиметрового орудия старшина И. П. Приходько действовал умело и решительно. 8 мая 1944 года при прорыве вражеской обороны у села Гура-Быкулуй Молдавской ССР, выдвинув пушку на открытую позицию, он метким огнём на высоте 65,1 уничтожил 2 пулемётные точки врага, мешавшие продвижению стрелкового подразделения. 9 июля 1944 года старшина Приходько участвовал в разведке боем у села Варница. Поддерживая артиллерийским огнём группу захвата, он уничтожил 2 пулемёта, наблюдательный пункт неприятеля и до 15 немецких солдат, чем способствовал захвату разведгруппой немецкого офицера с важными документами. В ходе начавшейся 20 августа 1944 года Ясско-Кишинёвской операции старшина И. П. Приходько участвовал в окружении и ликвидации группировки немецких и румынских войск восточнее Кишинёва. При прорыве вражеской обороны у села Киркаешты его расчёт уничтожил 10 огневых точек противника, артиллерийский взвод и до 50 солдат и офицеров вермахта. 26 августа 1944 года Иван Прокофьевич со своими бойцами пресёк попытку прорыва из окружения группы немецко-румынских войск у села Буцены, уничтожив в ходе боя бронетранспортёр с крупнокалиберным пулемётом, 4 станковых пулемёта и до роты вражеской пехоты.
После завершения Ясско-Кишинёвской операции 301-я стрелковая дивизия была выведена в резерв Ставки Верховного Главнокомандования и в ноябре 1944 года включена в состав 5-й ударной армии 1-го Белорусского фронта. До начала 1945 года дивизия находилась во фронтовом резерве, где вела подготовку к предстоявшему наступлению. 9 января 1945 года подразделения дивизии были введены на Магнушевский плацдарм и заняли исходные позиции на высотах у населённого пункта Осембрув (Osiemborow). Старшина И. П. Приходько особо отличился в ходе начавшейся 14 января 1945 года Варшавско-Познанской фронтовой операции, составной части Висло-Одерской стратегической операции.
При прорыве немецкой обороны в районе населённого пункта Выборув (Wyborow) и в последующих боях за населённые пункты Стефанув, Збышкув и Выборув Мазовецкого воеводства Польши, а также высоту 125,7 старшина И. П. Приходько со своим орудием находился непосредственно в боевых порядках пехоты и огнём с прямой наводки обеспечивал её продвижение вперёд. В районе полустанка Грабов Иван Прокофьевич выдвинул пушку на открытую позицию и в упор расстреливал контратакующего противника, уничтожив при этом 2 самоходные артиллерийские установки «Ягдпантера» и до роты немецкой пехоты. Старшина Приходько 15 января 1945 года первым из артиллеристов переправил своё орудие через реку Пилица у деревни Марынки на плацдарм, захваченный 3-м стрелковым батальоном майора В. А. Емельянова, и подавил четыре вражеские огневые точки, мешавшие переправе стрелковых подразделений. В тот же день в боях за удержание и расширение плацдарма на левом берегу Пилицы у села Леханице (Lechanice) расчёт орудия старшины Приходько способствовал отражению трёх вражеских контратак. Всего за 14 и 15 января 1945 года Иван Прокофьевич со своими бойцами уничтожил 2 САУ, 2 танка, 4 105-миллиметровых орудия, 8 пулемётных точек и свыше роты пехоты неприятеля. За образцовое выполнение боевых заданий командования на фронте борьбы с немецкими захватчиками и проявленные при этом отвагу и геройство указом Президиума Верховного Совета СССР от 27 февраля 1945 года старшине Приходько Ивану Прокофьевичу было присвоено звание Героя Советского Союза.
Разгромив противостоявшие ей немецкие войска, 5-я ударная армия в конце января вышла к реке Одер севернее Кюстрина. С начала февраля начались тяжёлые бои за удержание и расширение плацдарма на левом берегу Одера, получившего название Кюстринского. Только в период с 3 по 7 февраля противник более 40 раз переходил в контратаку на позиции 301-й стрелковой дивизии крупными силами пехоты при поддержке танков. В отражении этих атак восточнее немецкого посёлка Ортвиг участвовал и расчёт старшины И. П. Приходько. Исключительное мужество Иван Прокофьевич со своим расчётом проявил в бою 12 февраля 1945 года. Артиллеристы испытывали острую нехватку снарядов для поражения немецкой бронетехники на дальних расстояниях, а противник бросил на позиции 1052-го стрелкового полка тяжёлые танки «Тигр», за которыми следовало несколько самоходных артиллерийских установок и вражеская пехота. Проявив хладнокровие, старшина Приходько подпустил противника на близкое расстояние и почти в упор точными выстрелами поразил 2 тяжёлых немецких танка и 1 САУ «Фердинанд». Когда ответным огнём орудие Приходько было выведено из строя, расчёт продолжил отражать контратаку врага личным оружием. Огнём из автомата Иван Прокофьевич уничтожил 19 немецких солдат. К середине февраля 1945 года в боях на плацдарме полками 301-й стрелковой дивизии были полностью разгромлены 303-я пехотная дивизия «Дёберитц», 25-я мотогренадерская дивизия и 5-й отдельный танковый дивизион. В последних числах месяца дивизия была выведена в резерв для предстоящего решающего броска на Берлин.
12 апреля 1945 года 301-я стрелковая дивизия была вновь введена на Кюстринский плацдарм и 14 апреля перешла в наступление в ходе Берлинской операции. Прорвав оборону противника на Зееловских высотах, подразделения дивизии ворвались в Карлсхорст. Очистив от противника пригород Берлина, полки 301-й стрелковой дивизии 24 апреля 1945 года вышли к оборонительному обводу столицы Германии. К полудню 25 апреля оборона противника была прорвана. В уличных боях в Берлине орудие старшины И. П. Приходько прокладывало путь стрелковым подразделениям по городским улицам вдоль Ландвер-канала, по Хейдеманштрассе к центру города. Иван Прокофьевич участвовал в штурме здания гестапо, министерства авиации и дома лётчиков. Последние выстрелы расчёт старшины Приходько произвёл вечером 1 мая 1945 года по имперской канцелярии. 24 июня 1945 года в составе сводной колонны 1-го Белорусского фронта И. П. Приходько участвовал в Параде Победы на Красной площади в Москве.
После демобилизации в 1946 году Иван Прокофьевич вернулся в Запорожье. Работал сначала на восстановлении Днепровской ГЭС, затем до 1979 года трудился на различных промышленных предприятиях города. Вёл активную общественную жизнь: был активистом оборонного общества, участвовал в военно-патриотическом воспитании молодёжи. 19 октября 1984 года Иван Прокофьевич скончался. Похоронен в Запорожье.

## Награды
- Медаль «Золотая Звезда» (27.02.1945);
- орден Ленина (27.02.1945);
- орден Отечественной войны 1-й степени (20.09.1944);
- орден Отечественной войны 2-й степени (09.04.1945);
- орден Красной Звезды (24.07.1944);
- медали, в том числе:
  - медаль «За отвагу» (17.05.1944);
  - медаль «За оборону Кавказа»;
  - медаль «За взятие Берлина».

## Память
- Мемориальная доска в честь Героя Советского Союза И. П. Приходько установлена на аллее Славы в городе Запорожье.

## Документы
- Общедоступный электронный банк документов «Подвиг Народа в Великой Отечественной войне 1941—1945 гг.» Архивировано 13 марта 2012 года.

Представление к званию Героя Советского Союза. Архивировано 10 апреля 2013 года.
Указ Президиума Верховного Совета СССР о присвоении звания Героя Советского Союза. Архивировано 10 апреля 2013 года.
Орден Отечественной войны 1-й степени (наградной лист и приказ о награждении). Архивировано 10 апреля 2013 года.
Орден Отечественной войны 2-й степени (наградной лист и приказ о награждении). Архивировано 10 апреля 2013 года.
Орден Красной Звезды (наградной лист и приказ о награждении). Архивировано 10 апреля 2013 года.
Медаль «За отвагу» (приказ о награждении). Архивировано 10 апреля 2013 года.